# Minidian
Minidian is een gemeente (commune) in de regio Koulikoro in Mali. De gemeente telt 18.100 inwoners (2009).